# Abo de Tbilissi
Pour les articles homonymes, voir Abo.
Abo de Tbilissi ou Saint Abo ou Habo (en géorgien : აბო თბილელი, ჰაბო ტფილელი) né vers 756, mort en 786, est un jeune arabe chrétien, venu à Tbilissi en Géorgie depuis Bagdad comme esclave, qui mourut martyr des musulmans.

## Histoire et tradition
Né à Bagdad, Abo faisait partie des gardes musulmans du chef ibère du Kartli, Nersé, emprisonné dans la capitale abbasside par le calife Abdullah. Renvoyé chez lui avec certains honneurs, après trois ans de prison, Nersé appréciait son jeune "serviteur" pour sa science des parfums et des aromates. Mais il connaissait aussi le Coran et les lettres arabes, et il apprit à Tbilissi à écrire et à parler géorgien. Bientôt, il commença à lire la Bible et à prier le Christ, mais il n'osait rien dire ouvertement, par crainte des musulmans.
Quand Nersé se réfugia chez les Khazars, fuyant à nouveau la colère des Arabes, Abo l'accompagna au pays de Magog dans le nord du Caucase. Là il se prépara au baptême, qu'il reçut un peu plus tard en Abkhazie, dans l'Ouest près de la mer Noire. Quand Nersé revint au Kartli, Abo voulut accompagner son maître. Il fut alors exécuté comme renégat, en application de la loi islamique, le 6 janvier 786.
Saint Abo est fêté le 6 janvier (en Orient ?)[réf. nécessaire], le 8 janvier (en Occident ?)[réf. nécessaire], le 7 janvier dans le calendrier de l'Église de Jérusalem.